# Yvon Harmegnies
Yvon Harmegnies (Dour, 15 juli 1943 - Warquignies, 23 november 2013) was een Belgisch volksvertegenwoordiger.

## Levensloop
Yvon Harmegnies behaalde in 1964 het diploma van regent in de lichamelijke opvoeding aan de normaalschool van Nijvel, was van 1965 tot 1976 leraar in de gemeentescholen in Dour. 
Vanaf jonge leeftijd zette Harmegnies zich in voor socialistische socioculturele organisaties. Hij stichtte het jeugdhuis Maison des Jeunes in Dour en was er directeur van. Hij werd lid van de jeugdcommissie van de Socialistische Mutualiteiten en was nationaal verantwoordelijke voor de jeugdhuizen. Hij werd secretaris-generaal van de Europese federatie van jeugdhuizen en ondervoorzitter van het comité voor de internationale relaties van de jeugdverenigingen binnen de Franse Gemeenschap. Voorts was hij van 1977 tot 1981 pedagogisch gedetacheerde bij de Confederatie van Socialistische Jongeren. 
In het voetspoor van zijn oom, senator Hyacinthe Harmegnies, werd Yvon Harmegnies actief in de nationale politiek. Bij de verkiezingen van 8 november 1981 werd hij voor de PS verkozen tot lid van de Kamer van volksvertegenwoordigers voor het arrondissement Bergen. Als gevolg van de toen bestaande dubbelmandaten zetelde hij tot 1995 eveneens in de Waalse Gewestraad en de Raad van de Franse Gemeenschap. Bij de verkiezingen van mei 1995 opteerde Harmegnies voor de Kamer en werd hij herkozen voor de kieskring Bergen-Zinnik. Hij zetelde tot in 2003 en was bij de verkiezingen dat jaar derde opvolger op de PS-lijst voor de provinciale kieskring Henegouwen. In oktober 2005 werd Yvon Harmegnies opnieuw volksvertegenwoordiger in vervanging van Elio Di Rupo, die Jean-Claude Van Cauwenberghe opvolgde als Waals minister-president. Hij zetelde ditmaal tot aan de verkiezingen van juni 2007 en was toen geen kandidaat meer.
Gedurende zijn parlementaire carrière was Harmegnies van 1988 tot 1993 secretaris van de Kamer en daarna van 1993 tot 1995 en van 1996 tot 2003 quaestor. In die hoedanigheid zat hij van 1999 tot 2003 het college van quaestoren van de Kamer voor. Hij was ook lid van diverse interparlementaire assemblees, zoals die van de Raad van Europa en van de West-Europese Unie. Hij was daarenboven verschillende jaren ondervoorzitter van de Belgische delegatie bij de Parlementaire Assemblee van de NAVO.
In Dour was Yvon Harmegnies raadslid van het Openbaar Centrum voor Maatschappelijk Welzijn en werd hij in oktober 1976 verkozen tot gemeenteraadslid. Na lange tijd in de oppositie te hebben gezeteld, werd Harmegnies in januari 1995 eerste schepen, bevoegd voor Sociale Zaken, Economische Expansie en Financiën. Hij bleef schepen tot eind 2000 en was daarna van 2001 tot 2006 burgemeester van de gemeente. Na de gemeenteraadsverkiezingen van 2006 belandde de PS in de oppositie in Dour, waarna Harmegnies besloot om de lokale politiek te verlaten. 